# Gatuspår

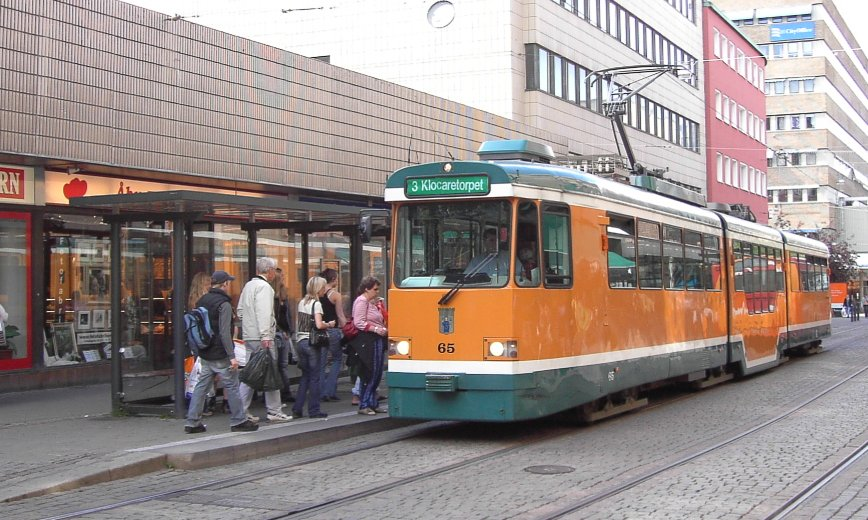
Spårvagn på gatuspår i Norrköping

Gatuspår är järnvägs- eller spårvägsspår som löper i gata med rälens farbana (ytan som hjulet rullar på) i nivå med gatans beläggning. Gatuspår återfinns främst på spårvägar och i viss mån på järnvägsspår i industriområden och hamnområden, i synnerhet där järnvägsfordonen skall samspela med andra fordon eller måste dela yta med dem av utrymmesskäl. Gatuspår kräver låga hastigheter på grund av samspelet med andra trafikanter, tågen måste kunna bromsa för dem. För spårvagnar kan hastigheten vara begränsad till 30 km/h, och för godståg i industriområden till 10 km/h.

## Gaturäl

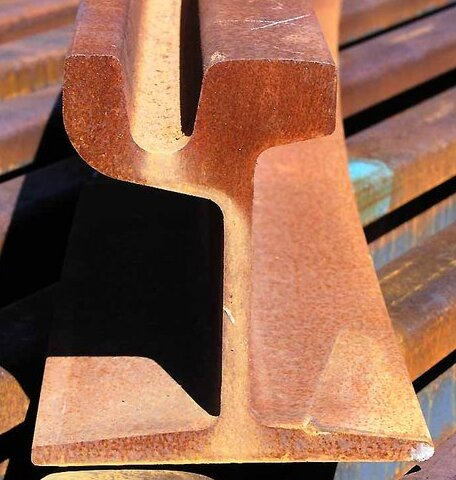
Gaturäl

I gatuspår används som regel gaturäl, även kallad rännskena - en skena där en ränna anbringats längs skenan, för att möjliggöra att spårfordonets hjulfläns kan få plats i gatan, utan att skada markbeläggningen. Rännan är ofta dränerad, för att hindra att vatten ansamlas i den.
Även växlarna i gatuspår är rännförsedda. På spårvägar är de ofta utformade så att hjulen kortvarigt går upp på flänsen.

## Spårhållare
Vid anläggande av gatuspår kan rännskenans breda fot läggas direkt mot en hårgjord yta eller fästas i en befästning som i sin tur sitter fast i antingen en betongyta eller en sliper. Skenorna sammanfogas sedan med spårhållare. De kan också istället läggas i parallella betongrännor.